# Floris Mijnders
Floris Mijnders (Den Haag, 1966) is een Nederlands cellist.

## Opleiding
De eerste cellolessen kreeg Mijnders toen hij acht jaar oud was van zijn vader. Spoedig daarna werd hij lid van Hofstads Jeugdorkest. In 1984 ging hij cello studeren aan het Koninklijk Conservatorium in Den Haag bij Jean Decroos. Hij studeerde af in 1990 als uitvoerend musicus. Al tijdens zijn studie speelde Mijnders in het Europees Jeugd Orkest. Hij volgde masterclasses bij Heinrich Schiff en Mstislav Rostropovitsj.

## Activiteiten

### Orkest
In 1990 werd Mijnders benoemd tot solocellist van Het Gelders Orkest. In 1992 kreeg hij dezelfde functie bij het Radio Filharmonisch Orkest. Hij bleef daar tot 2001, waarna hij solist werd bij het Rotterdams Philharmonisch Orkest. Sinds 2015 is Floris Mijnders solocellist bij de Münchner Philharmoniker.
Floris Mijnders is een veel gevraagde gast bij verschillende muziekfestivals in Oa in Duitsland en Nederland

### Docent
Mijnders was hoofdvakdocent cello aan het Koninklijk Conservatorium in Den Haag en daarna bij de Amsterdamse Hogeschool voor de Kunsten.
Thans is Floris Mijnders Professor aan het Landes Konservatorium in Innsbruck.
- Gemeinsame Normdatei: 135348307
- International Standard Name Identifier: 0000 0000 5594 4376
- MusicBrainz: b8673a99-53c9-473c-a92a-41c2f9f25756
- Virtual International Authority File: 80125178